# Elecciones estatales de Querétaro de 2006
Las elecciones estatales de Querétaro de 2006 tuvieron lugar el domingo 2 de julio, simultáneamente con las elecciones presidenciales, en ellas se renovaron los siguientes cargos de elección popular:
- 18 Ayuntamientos: Compuestos por un Presidente Municipal y regidores, electos para un periodo de tres años no reelegibles de manera inmediata.
- 25 Diputados al Congreso del Estado: 15 electos de manera directa por cada uno de los distritos electorales y 10 por un sistema de listas bajo el principio de representación proporcional.

## Resultados federales: presidente
|  | 48.90 % |

|  | 20.10 % |

|  | 24.30 % |

|  | 0.91 % |

|  | 2.50 % |

|  | 0.89 % |

|  | 2.30 % |

|  | 100.00 % |

### Ayuntamientos
|  | Partido/Alianza                                 | Municipios |
|  | ----------------------------------------------- | ---------- |
|  | Partido Acción Nacional                         | 10         |
|  | Alianza por México (PRI, PVEM)                  | 4          |
|  | Partido Revolucionario Institucional            | 1          |
|  | Partido de la Revolución Democrática            | 2          |
|  | Partido Verde Ecologista de México              | 0          |
|  | Partido del Trabajo                             | 0          |
|  | Convergencia                                    | 1          |
|  | Partido Alternativa Socialdemócrata y Campesina | 0          |
|  | Partido Nueva Alianza                           | 0          |

#### Ayuntamiento de Querétaro
- Manuel González Valle (PAN)  Hecho

#### Ayuntamiento de San Juan del Río
- Jorge Rivadeneyra Díaz (PAN)  Hecho

### Diputados
|  | Partido/Alianza                    | Distritos |
|  | ---------------------------------- | --------- |
|  | Partido Acción Nacional            | 16        |
|  | Alianza por México (PRI, PVEM)     | 4         |
|  | PRD                                | 2         |
|  | Partido Verde Ecologista de México | 1         |
|  | Partido del Trabajo                | 0         |
|  | Convergencia                       | 1         |
|  | Partido Nueva Alianza              | 1         |